# Andries de Witt
Andries de Witt (Dordrecht, 16 giugno 1573 – L'Aia, 26 novembre 1637) è stato un politico olandese.

## Biografia
Andries de Witt nacque a Dordrecht il 16 giugno 1573 ed era figlio di Cornelis Fransz de Witt (1545–1622), un influente membro della famiglia De Witt, patriziato cittadino di Dordrecht, che, nel Seicento, era una delle più importanti città della Provincia d'Olanda. Andries e suo fratello maggiore Jacob de Witt crebbero in un ambiente privilegiato. Dopo aver terminato gli studi presso la Scuola di latino a Dordrecht, Andries entrò all'Università di Leida.
De Witt fu nominato Pensionario di Dordrecht; nel 1619 de Witt divenne Gran Pensionario d'Olanda e, allo stesso tempo, l'effettivo capo del governo, titolo che conserverà fino 1621.